# Klíngons
|  | Aquest article tracta sobre el poble klíngon. Si cerqueu la llengua, vegeu «Klíngon (idioma)». |

Els klíngons (tlhIngan en idioma klíngon), són una espècie humanoide d'extraterrestres de la franquícia de ciència-ficció Star Trek.

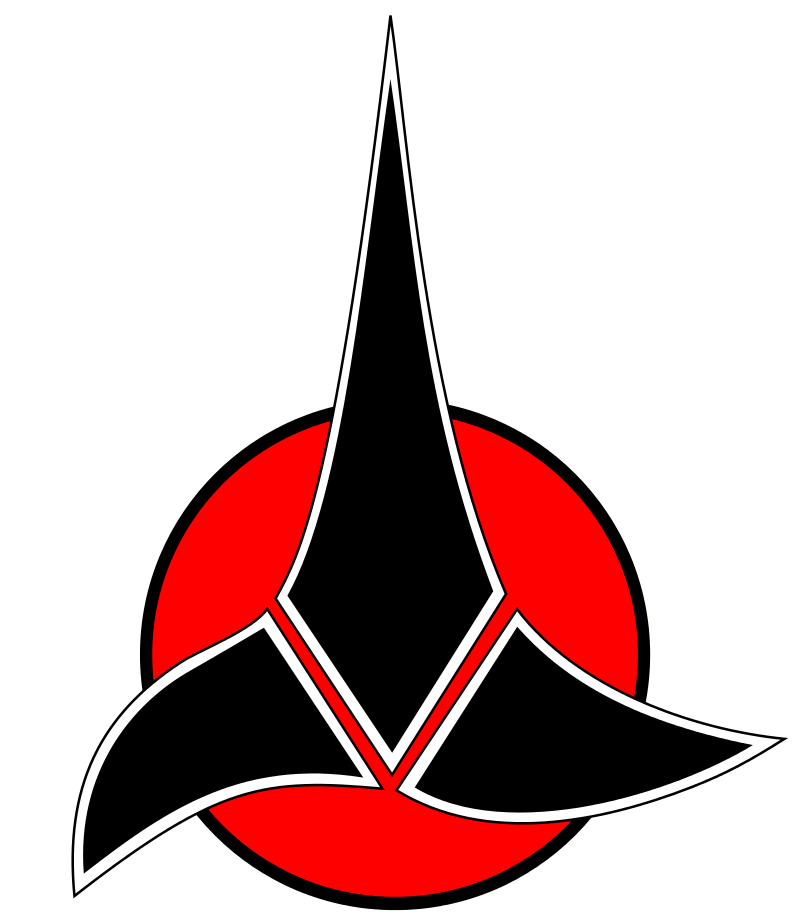
Insígnia klíngon

Desenvolupats pel guionista Gene L. Coon el 1967 per a la sèrie original Star Trek (TOS), els klíngons eren humanoides caracteritzats per la seva orgullosa crueltat i brutalitat. Provinents del seu món natal Qo'noS (pronunciat aproximadament com /kho-nosh/, però normalment traduït com a /kronos/ en anglès), els klíngons practicaven el feudalisme i l'autoritarisme, amb una casta guerrera que confiava en el treball esclau i que recordava l'antiga Esparta. Amb un pressupost molt ampliat per a maquillatge i efectes, els klíngons van ser completament redissenyats per a Star Trek: La pel·lícula (1979), adquirint fronts estriats. En sèries de televisió posteriors i en pel·lícules posteriors, els trets militaristes dels klíngons es van veure reforçats per un major sentit de l'honor i un estricte codi guerrer similar als del bushido, i una visió del més enllà similar a la dels antics escandinaus.
Els klíngons són antagonistes recurrents a la sèrie de televisió dels anys 60 Star Trek, i han aparegut a totes les sèries posteriors, juntament amb deu dels llargmetratges de Star Trek. Inicialment pensats per ser antagonistes de la tripulació de l'USS Enterprise, els klíngons es van convertir en aliat de la humanitat a Star Trek: La nova generació. A la sèrie dels anys 90 Star Trek: Deep Space Nine, humans i klingons s'uneixen als romulans per lluitar contra el Domini.
Entre els elements creats per als klíngons revisats hi havia una llengua klíngon completa, desenvolupada per Marc Okrand a partir d'un gibberish suggerit per l'actor James Doohan. El klíngon parlat ha entrat a la cultura popular, fins al punt que algunes de les obres de William Shakespeare i parts de la Bíblia s'hi han traduït. S'ha publicat un diccionari, un llibre de dites, i una guia cultural de la llengua. Segons els Guinness World Records, el klingon és la llengua de ficció més popular del món, mesurada pel nombre de parlants.

## Disseny

### Concepció
Els klíngons van ser creats pel guionista Gene L. Coon i van aparèixer per primera vegada a l'episodi "Els salvadors, salvats" de Star Trek (1967). Van rebre el nom del tinent Wilbur Clingan, que va servir amb el creador de Star Trek Gene Roddenberry al Departament de Policia de Los Angeles. A la sèrie de televisió original (TOS), els klíngons eren típicament retratats amb pell de bronze i pèl facial que suggeria gent asiàtica i posseïen habilitats físiques similars a les dels humans (de fet, l'única descripció física que Coon fa d'ells al seu guió "Els salvadors, salvats" és "oriental" i "de faccions dures"). L'aspecte moreno dels homes klíngon es va crear amb l'aplicació de betum per a sabates i bigotis llargs i prims; les restriccions pressupostàries limitaven la creativitat. L'aspecte general dels extraterrestres, interpretats per actors blancs, suggeria orientalisme, en un moment en què els records de les accions japoneses durant la Segona Guerra Mundial encara eren frescos. L'equip de producció mai va arribar a un acord sobre el nom "Klíngon"; Coon va insistir a mantenir el nom, i va persistir perquè ningú més va oferir un nom millor.
Els klíngons van assumir el paper de la Unió Soviètica amb el govern fictici, la Federació Unida de Planetes, fent el paper dels Estats Units. Com a resultat, els klíngons generalment eren retratats com a inferiors a la tripulació de l' Enterprise. Tot i que ocasionalment eren capaços d'honor, aquesta representació tractava els klíngons com a animals salvatges. En general, es mostraven sense qualitats redemptores: brutals, intrigants i assassins. Els klíngons es van convertir en els principals antagonistes de la tripulació de l' Enterprise, en part perquè el maquillatge necessari per crear una altra raça alienígena, els romulans, requeria massa temps i era costós.
Durant les dues primeres temporades, no es van veure naus klíngon tot i que es mencionaven amb freqüència. Això va ser degut a restriccions pressupostàries; el dissenyador Matt Jefferies no va tenir els diners per crear una nau klíngon fins a la tercera temporada. Quan els episodis es van remasteritzar a partir del 2006, les naus klingon es van inserir digitalment a les imatges abans de les seves aparicions originals.

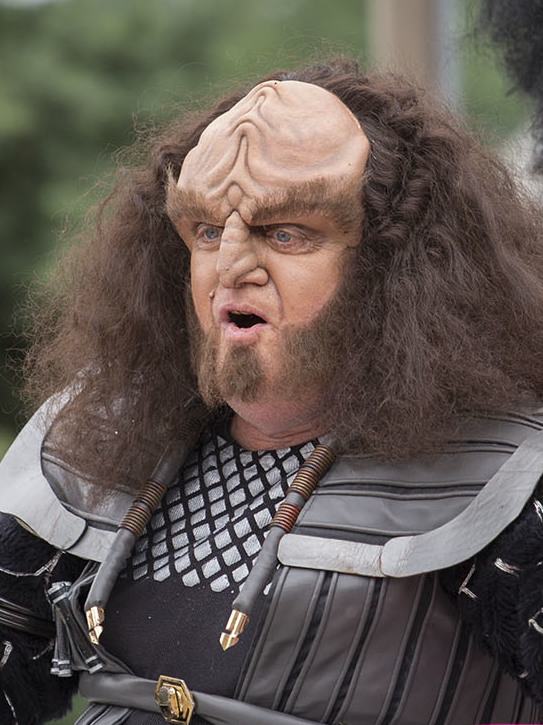
El canciller Gowron

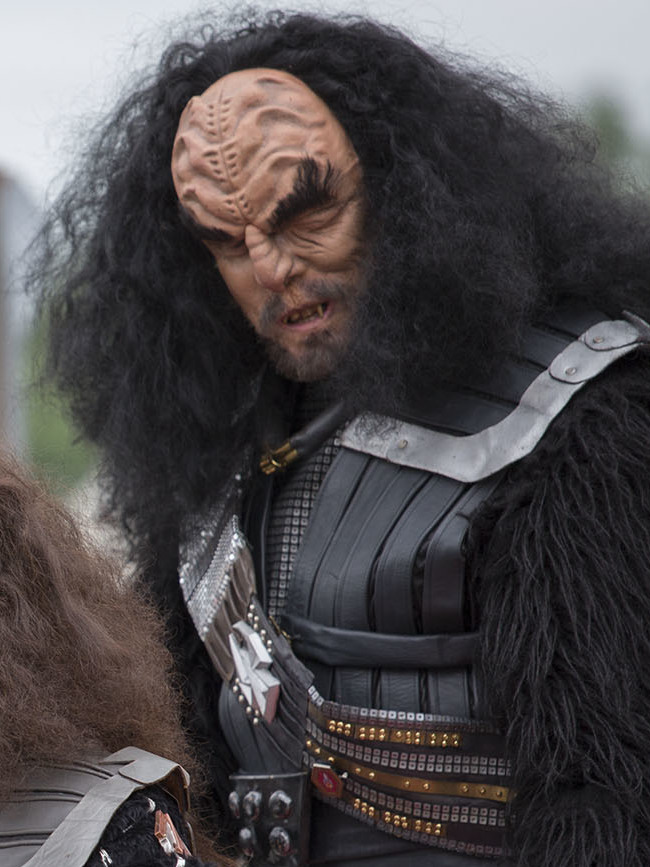
El general Martok

### Redisseny
Per a Star Trek: La pel·lícula (1979), l'aspecte dels klíngons va canviar radicalment. Per donar als extraterrestres un aspecte més sofisticat i amenaçador, els klíngons van ser representats amb fronts arrugats, dents prominents i enganxades, i un llenguatge i un alfabet definits. Lee Cole, un dissenyador de producció, va utilitzar gels de color vermell i formes primitives en el disseny de les consoles klíngon i els interiors de les naus, que van adquirir una atmosfera fosca i malhumorada. L'alfabet va ser dissenyat com a angular, amb vores afilades que al·ludien a l'enfocament militarista dels klíngons. El dissenyador de vestuari Robert Fletcher va crear nous uniformes per als klíngons.
Certs elements de la cultura klíngon, que s'assemblen a la cultura japonesa amb l'honor al capdavant, es van explorar per primera vegada amb el guió de l'episodi previst en dues parts "Kitumba" per a la sèrie no produïda de 1978 Star Trek: Phase II. L'escriptor John Meredyth Lucas va dir: "Volia alguna cosa que no haguéssim vist mai abans a la sèrie, i que fos una penetració profunda a l'espai enemic. Vaig començar a pensar en com vivien els klíngons. Òbviament, per als romulans teníem romans, i hem tingut diferents cultures modelades sobre les de l'antiga Terra, però vaig intentar pensar en com seria la societat klíngon. Em van venir al cap els japonesos, així que bàsicament això és el que era, amb l'Emperador Sagrat, el Senyor de la guerra, etc."
Tot i que no es van veure personatges klingon a Star Trek 2: La còlera del Khan, la seva aparició com a enemic central a Star Trek 3: A la recerca de Spock (1984) va comportar petites alteracions. Per a la tercera generació de klíngons, les crestes pesades i escarpades dels caps de La pel·lícula es van redissenyar i es van fer menys pronunciades. Tot i que Fletcher estava content amb els uniformes originals de la pel·lícula, se'n van haver de crear més, ja que els vestits antics s'havien perdut, destruït o prestat i alterat irreparablement. Es van fabricar nous vestits, conservant l'aire del disseny feudal japonès; Fletcher pensava que era una part important de l'actitud autoritària klingon. Es va dissenyar un nou armament klingon, incloent-hi una arma d'energia i un ganivet especial conegut com a d'k tahg.
El llançament d'una nova sèrie de televisió, Star Trek: La nova generació, va provocar una nova revisió en la representació de la cultura klíngon, tot i que Gene Roddenberry havia volgut evitar la reaparició de races de l'antiga sèrie. Ambientada a un segle més tard que a la sèrie original, l'USS Enterprise-D presentava un membre de la tripulació klíngon, Worf. El maquillador Michael Westmore necessitava una referència consistent per basar l'aspecte klíngon a que cada klíngon individual havia de tenir crestes cranials diferents. Va trobar el que buscava en un llibre de dinosaures: observant les vèrtebres de dinosaure disposades planes, Westmore va tallar els dissenys per la meitat i els va modificar per adaptar-los a cada klíngon. Westmore va dissenyar les barbes dels seus klíngons perquè fossin de l'època elisabetiana, combinant elements prehistòrics i aristocràtics per donar al públic una sensació de profunditat a partir de l'aparença. Amb el temps, Westmore i els altres maquilladors van dissenyar diferents mides de pròtesis per al cap que es podien aplicar i modificar ràpidament per estalviar temps; la quantitat de preparació per convertir un actor en un klíngon va disminuir d'unes tres hores a una. Mentre que els personatges importants tenien tocats personalitzats, els actors de fons utilitzaven màscares prefabricades amb petits retocs al voltant dels ulls i la boca. L'artista d'efectes de "La nova generació" Dan Curry va utilitzar la seva experiència en arts marcials per crear un estil de lluita fluid per a la raça. Quan l'episodi "Reunió" va demanar una fulla klíngon especial, Curry es va inspirar en influències de l'Extrem Orient per desenvolupar una arma coneguda com a "Bat'leth". Curry, un col·leccionista d'armes, estava molest per l'armament fictici que estava dissenyat per "tenir un aspecte genial" però que no es podia manejar a la pràctica. Curry va combinar elements del kukri himalaià, destrals xineses i mitja lluna de combat per crear una arma corbada de dues mans que des de llavors s'ha utilitzat habitualment a la franquícia.
La cultura dels klíngons va començar a semblar-se als estereotips occidentals revisats de civilitzacions com els zulus, els espartans, els víkings i diverses nacions natives americanes, com una raça orgullosa, guerrera i amb principis. Mentre que els klíngons de la "TOS" servien com a al·legoria dels règims totalitaris contemporanis, els klíngons de la "Nova Generació" mantenien principis més en línia amb els de Bushidō; l'actor Michael Dorn va afirmar que sense la revisió de la cultura klíngon, el seu personatge, Worf, no hauria estat un oficial de la Flota Estel·lar. Amb la primera història centrada en els klíngons a La nova generació, l'episodi de la primera temporada "Desig de glòria", els klíngons van tornar a convertir-se en una part important de l'univers Star Trek, i amb l'arribada de la sèrie Star Trek: Deep Space Nine, els klíngons s'havien convertit en herois en lloc de vilans, tot i que sovint amb finalitats contràries a la Federació.
L'última pel·lícula de "Star Trek" que va presentar tot el repartiment de la sèrie de televisió original,  Star Trek VI: The Undiscovered Country (1991), va servir per connectar els klíngons de la sèrie original en guerra amb la Federació amb l'època de "La nova generació" i presenta un tractament subtilment diferent de la raça. En el moment del desenvolupament de la pel·lícula, la Unió Soviètica s'estava col·lapsant, i amb l'arribada de la glàsnost, la vella al·legoria dels klíngons com a russos s'estava tornant obsoleta. Els klíngons van ser redissenyats per evocar els nazis, amb la bandera klingon vermella, blanca i negra deliberadament similar a la del Partit Nazi. Els kíngons de la pel·lícula citen liberalment Shakespeare, un tret derivat de la comparació del director Nicholas Meyer de l'apropiació de Shakespeare per part de l'Imperi amb l'intent similar dels nazis a la dècada de 1930. Meyer també va considerar apropiat que actors shakespearians com Christopher Plummer i David Warner diguessin els versos. El col·lapse de l'imperi dels klíngons a causa d'un incident similar al de Txernòbil resulta en una nova era per a la Federació i els klíngons, que condueix a l'època de "La nova generació" i sèries posteriors on els dos governs són socis comercials i aliats ocasionals. Els membres de la Flota Estel·lar són mostrats com a molt intolerants contra els klíngons, que al seu torn senten que la seva forma de vida serà esborrada per la pau. Els klíngons van rebre nous uniformes dissenyats per Dodie Shepard, en part perquè no hi havia prou vestits de Fletcher de "La pel·lícula" per satisfer les demandes de la pel·lícula.
Dorn va descriure interpretar un klíngon com a senzill, fent broma dient que després d'hores asseguts en una cadira de maquillatge, els actors estaven molt motivats per encertar el diàleg a la primera. El klíngon repetit Robert O'Reilly va dir a tots els klíngons neòfits que la part més important de parlar era dir les línies amb creença i "anar fins al final". Quan el personatge d'O'Reilly i Dorn van tenir una confrontació, els maquilladors van netejar la saliva de cadascun entre preses, conseqüència del llenguatge aspre. Todd Bryant (Capità Klaa a Star Trek: L'última frontera) va assenyalar de la mateixa manera que si un actor escopia capellans sobre els altres mentre parlava klíngon, estava fent una gran feina.
Quan es filmava The Undiscovered Country, Christopher Plummer va preguntar al director Nicholas Meyer que adaptés l'aspecte del seu personatge, ja que considerava que els pesats aparells al front semblaven força falsos. En canvi, el personatge de Plummer, el general Chang, va ser descalçat amb crestes apagades i un pegat a l'ull enganxat al crani. Plummer va sentir que l'aspecte únic ajudava a "humanitzar" el personatge. A diferència dels actors blancs que interpreten els guerrers, els papers klíngon més recents han estat interpretats predominantment per actors negres.
Per a Star Trek: Discovery, l'aspecte klíngon es va modificar una vegada més amb pròtesis facials i dentals més extenses i cranis allargats. Els nous klíngons eren inicialment calbs, a diferència de les representacions anteriors, però això es va retrocontinuar a la temporada 2. Es deia que la manca de cabell era cerimonial durant l'època de guerra amb la Federació, recordant la història de Kahless que es va tallar un floc de cabell per forjar el primer bat'leth . També tenen variacions de color de pell negre i porpra.

### Canvi d'aparença després deTOS
Segons el lloc web oficial de Star Trek, l'aparença variable dels klíngons va ser "probablement el tema de conversa més popular entre els fans de Star Trek".
Tot i que el motiu de la discrepància entre els klingons de "La sèrie original" i els seus homòlegs cinematogràfics i posteriors de sèries de televisió va ser la manca de pressupost, els fans es van proposar idear una raó canònica acceptable per al canvi sobtat.
Entre les teories dels fans, hi havia que els klingons "TOS" eren:
- Gradualment van modificar genèticament els seus cossos per ser més resistents i robustos, per ser més adequats per als cops de cap i per als rigors d'una existència amant de la guerra.
- Humans criats com a klíngons, similars als genissars de l'Imperi Otomà.
- Despullats de crestes mitjançant cirurgia per raons estètiques o diplomàtiques
- Híbrids amb una espècie més humana,[27]
- Alguna raça subjugada va ser reclutada o desplegada prop de la frontera de la Federació.

Les teories simples que els diferents klíngons eren races diferents es complicaven pel fet que els personatges de Kang, Koloth i Kor apareixien amb trets suaus a La sèrie original, però tenien un aspecte estret a Star Trek: Deep Space Nine, i que Worf va reconèixer la diferència d'aparença quan la tripulació d'Espai Profund 9 va tornar al segle XXIII a l'episodi "Trials and Tribble-ations", però no va oferir cap explicació, dient simplement: "No ho discutim amb gent de fora".
Es va donar una explicació canónica per al canvi en una història en dues parts de Star Trek: Enterprise, als episodis "Affliction" i "Divergence" que es va emetre el febrer de 2005. Intentant replicar experiments realitzats per humans per crear soldats augmentats, els científics klíngon van utilitzar material genètic de subjectes de prova humans en el seu propi poble, cosa que va resultar en una pandèmia viral que va fer que els klíngons desenvolupessin característiques físiques semblants a les humanes. El Dr. Phlox de l' Enterprise va formular una cura per al virus, però les alteracions físiques van romandre en la població i van ser heretades per la descendència. Phlox va indicar que "algun dia" les alteracions físiques podrien revertir-se. El científic en cap finalment va esmentar que es dedicaria a la cirurgia reconstructiva cranial, un altre gest de complicitat a la "restauració" de les crestes per a alguns klingons.
A la versió no canònica Star Trek: The Role Playing Game (FASA, 1982), els klíngons de cap llis que es veuen a La sèrie original eren anomenats "fusions", en particular, "fusions humanes", i també existien "fusions romulanes". Eren una barreja deliberada de gens klíngon amb els d'altres races en un esforç per comprendre i, per tant, obtenir avantatges sobre les altres races. Les fusions humanes van ser escollides per al servei a la frontera de la Federació a causa de l'elevat nombre d'humans presents a la Federació. Les fusions d'ambdós tipus es consideraven inferiors a la soca pura "Klíngons imperials" i estaven segregades.
Al videojoc no canònic Star Trek Online, els klíngons sota el comandament de l'ambaixador B'vat intenten una vegada més fusionar l'ADN d'altres races amb el seu. En un capítol anomenat "The Ultimate Klingon", el personatge del jugador viatja al planeta H'atoria al Sistema Korvat per infiltrar-se en unes instal·lacions de recerca klíngon secretes i descobreix que Amar Singh, un descendent de Khan Noonien Singh, ha fusionat ADN klíngon, Augment i Gorn per crear una monstruositat ferotge i sense cervell que el jugador ha de destruir. Singh és arrestat i empresonat a la instal·lació 4028.

## Atributs

### Biologia
Els klíngons posseeixen una biologia robusta i duradora, així com una estatura gran i musculosa. En múltiples ocasions s'ha vist klingons posseint una força física igual o superior a la dels Jem'Hadar i hirogens, dues altres races que posseeixen una força immensa, i la B'Elanna Torres mig humana demostra ser més que una rival per a un vulcanià. La seva anatomia és redundant i supernumerària; cada òrgan té una còpia de seguretat, incloent-hi un parell addicional de ronyons, un cor de vuit cambres, un tercer pulmó, un tronc encefàlic secundari, així com una estructura esquelètica extensa i resistent. Aquesta redundància és evident fins i tot a nivell cel·lular; per exemple, els klíngons tenen xarxes sinàptiques de seguretat als seus sistemes nerviosos, cosa que els permet desenvolupar una nova columna vertebral, com es va demostrar amb Worf quan la seva columna vertebral va ser extirpada quirúrgicament i substituïda per una de nova trasplantada i clonada genèticament. El seu metabolisme ràpid permet que els klíngons lesionats es curin ràpidament. Tot això fa que els klíngons siguin extremadament resistents i difícils de matar, com ho requereix la seva naturalesa agressiva, i resistents als traumatismes físics, l'exposició ambiental i les malalties. Només els klíngons tenen una resistència natural a "La fàgia", que afecta els vidians del quadrant Delta. Com els cardassians, eviten les temperatures fredes. Els klíngons també tenen un sentit de l'olfacte accentuat, com es suggereix a "Drets de naixement, Part II" de "La nova generació", quan Worf i un noi klíngon van a caçar i poden rastrejar un animal per l'olor.
Els nens klíngon són ferotges i agressius per naturalesa; des que poden caminar, se'ls instrueix per perfeccionar les seves habilitats de caça i combat, enfortint la seva destresa física i agilitat. Com els humans, passen per una forma de pubertat que, com diu Picard a Star Trek: Insurrection "gairebé no li fa justícia" i inclou brots sobtats de creixement del pèl, canvis d'humor extrems, tendències violentes i l'equivalent klíngon de l'acne (anomenat 'Gorch' en klíngon).

### Cultura

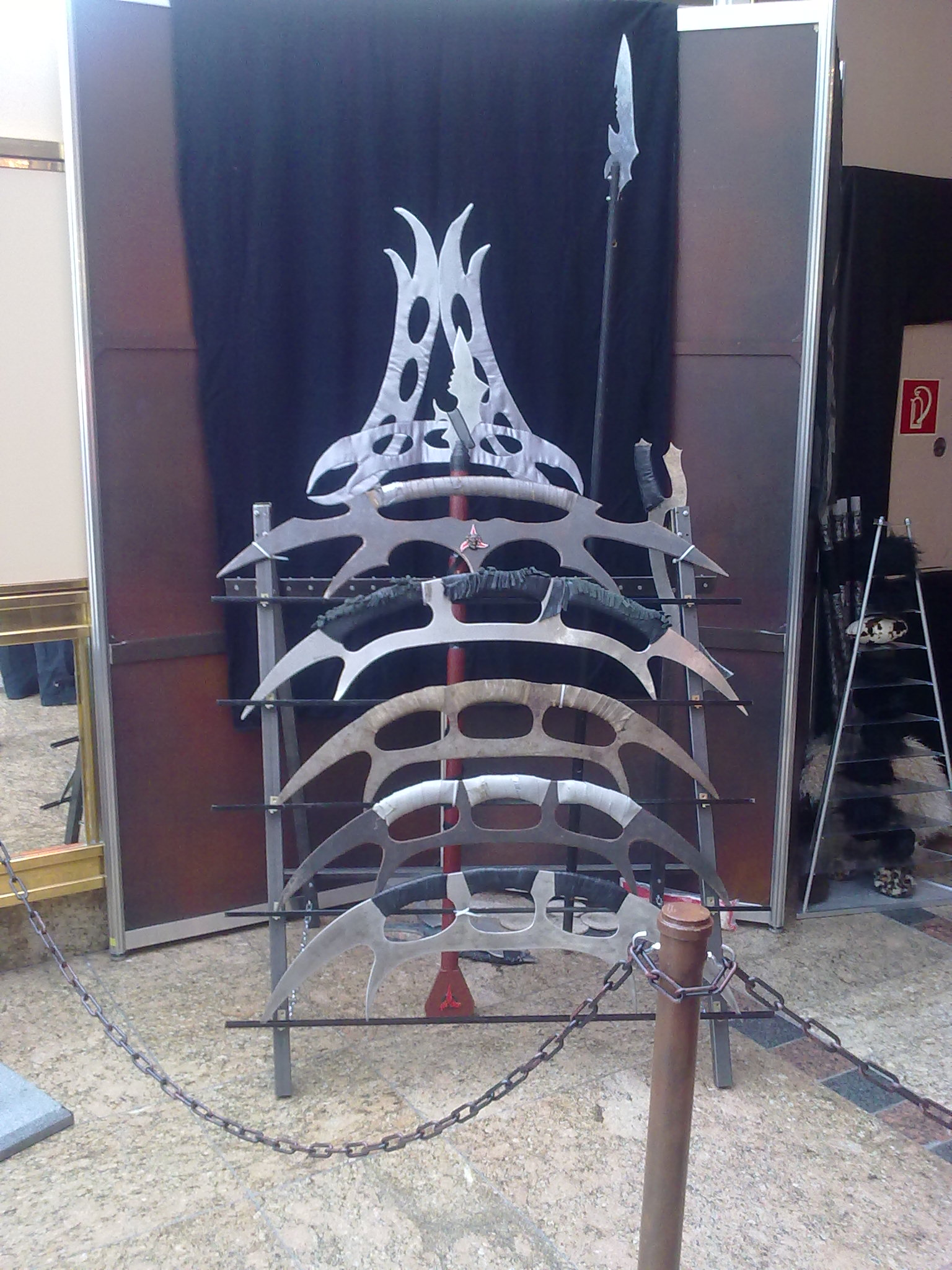
Armes klíngon

En comparació amb "La sèrie original", la cultura klíngon s'examina a fons en episodis posteriors de les sèries, com a part d'un moviment més ampli dels guionistes de "Star Trek" per aprofundir en la comprensió de les races alienígenes de la franquícia per part de l'espectador. Els klíngons s'adhereixen a un estricte codi d'honor, similar als costums feudals mongols o japonesos; tanmateix, alguns, com Gowron, semblen tenir dificultats per viure a l'altura dels seus ideals. La seva societat es basa en la guerra i el combat; el suïcidi ritual sovint es prefereix a viure la vida com un guerrer mutilat, i pot permetre que un guerrer mori amb honor. Ser capturat en lloc de ser mort en batalla deshonra no sols al captiu sinó també els seus descendents. La mort es representa com un moment de celebració, no de dol.
Els klíngons són representats com un poble espiritual. Segons les seves llegendes, els klíngons van matar els seus propis déus. Els equivalents al cel i l'infern s'anomenen Sto-Vo-Kor i Gre'Thor, respectivament; A Sto-Vo-Kor, la batalla i els festejos es poden guanyar i compartir eternament, mentre que els enviats a Gre'Thor són condemnats a tortura eterna tret que el seu honor sigui restaurat per parents vius. Aquells que no moren en batalla no poden entrar a Sto-Vo-Kor; els parents emprenen missions per garantir l'entrada dels seus camarades difunts al paradís. Tot i creure en una vida després de la mort, els klíngons realitzen una mena d'últim ritu. Això consisteix a obrir els ulls, taral·lejar en anticipació de l'últim alè i rugir cap al cel quan el guerrer mor, advertint als morts que un guerrer klíngon s'acosta (com es mostra a "Desig de glòria"). Tot i això, els klíngons no tenen ritus funeraris i es desfan dels cadàvers pels mitjans més ràpids disponibles, considerant-los "closques buides".
El líder espiritual dels klingons és Kahless, una figura històrica messiànica que va establir els primers codis d'honor i va ser el primer emperador klíngon. La seva arma llegendària, l'Espasa de Kahless, es representa com un «bat'leth» únic que serveix com a equivalent klíngon del Sant Greal. A l'episodi de la sèrie «TNG» "El successor", Kahless apareix en carn i ossos a Worf, que havia dubtat de la seva fe klíngon.Es revela que aquest Kahless és un clon, creat en un intent d'unir els klíngons, i que és escollit per liderar el poble klíngon com a figura representativa.

### Llengua

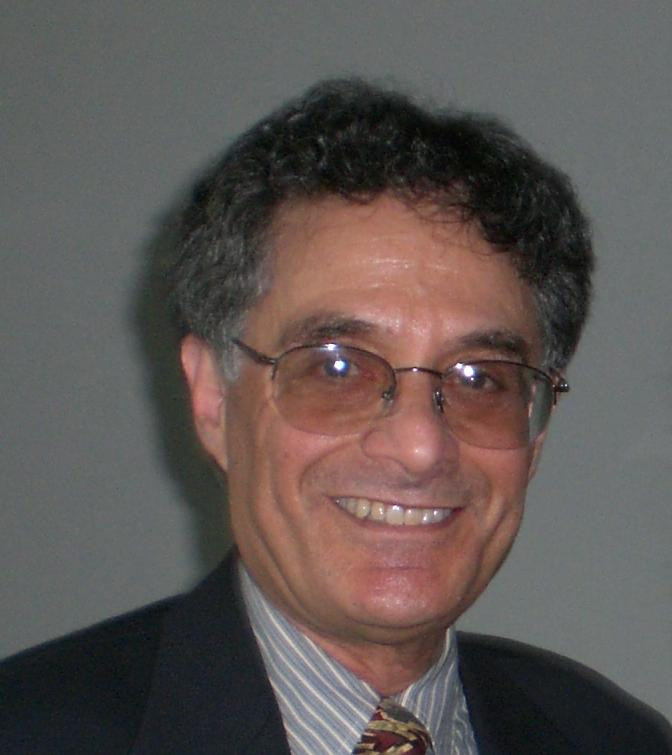
Marc Okrand és l'autor de diversos llibres sobre la llengua klíngon, que ell mateix va desenvolupar.

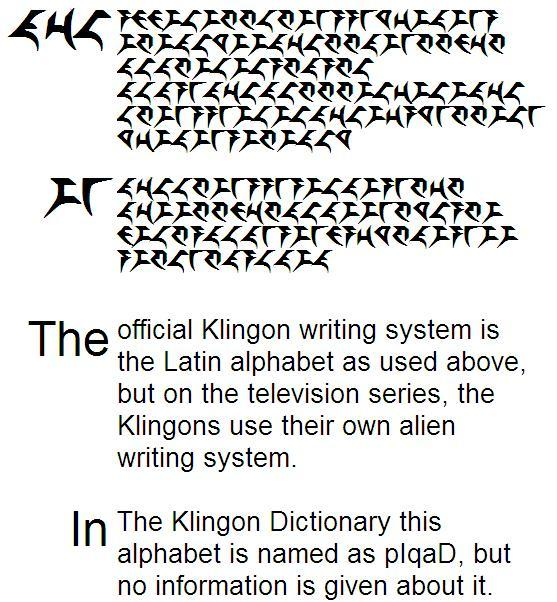
Text klíngon

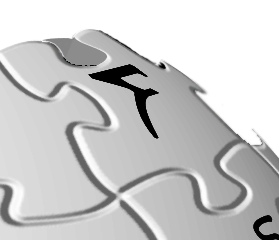
Caràcter klíngon al logo de Wikipedia

Els klíngons tenen la seva pròpia llengua que es va desenvolupar per als llargmetratges, sovint descrita com a "gutural". Per a La pel·lícula, James Doohan, l'actor que va interpretar Montgomery Scott, va idear el diàleg inicial en llengua klíngon que es va sentir a la pel·lícula. Per a A la recerca de Spock, Marc Okrand, que va crear el diàleg vulcanià utilitzat a la pel·lícula anterior, va desenvolupar una llengua klíngon real basada en les paraules originals inventades per Doohan.
A Okrand se li va presentar la difícil tasca d'inventar una llengua que sonés estranya, però que alhora fos prou senzilla perquè els actors la pronunciés. Tot i que la majoria de les llengües construïdes segueixen els principis bàsics de les llengües naturals, per exemple, totes les llengües tenen una "ah" so — Okrand els va trencar deliberadament. Va triar la forma més rara de construcció de frases, la forma objecte-verb-subjecte: la traducció de la frase "Vaig abordar l' Enterprise", es construiria com "L' 'Enterprise vaig abordar Jo". Okrand va raonar que la llengua seria indicativa de la cultura: la llengua dels klíngons se centra en accions i verbs, com el mongol. Els adjectius no existeixen estrictament; No hi ha cap paraula per a "avarícia", però hi ha un verb, qur, que significa "ser avariciós". L'idioma no conté el verb "ser", cosa que significava que Okrand havia de crear una solució alternativa quan el director Nicholas Meyer volia que els seus klíngons citessin Shakespeare i la famosa frase "ser o no ser" a The Undiscovered Country. Inicialment, a Okrand se li va acudir "viure o no viure", però a Plummer no li va agradar com sonava la frase. Okrand va tornar enrere i va revisar la frase a "taH pagh, taHbe' ", que significa aproximadament "si continuar o no continuar [l'existència]". La llengua klíngon té un vocabulari petit en comparació amb les llengües naturals, que conté al voltant de 2.000 paraules després de la seva creació a la dècada de 1990. Després de la seva creació inicial, Okrand ha creat freqüentment paraules noves, de manera que el nombre total de paraules ha crescut fins a aproximadament a 3.000.
Okrand va convèncer Pocket Books perquè publiqués The Klingon Dictionary el 1985; en ell, Okrand va elaborar la gramàtica, la sintaxi i el vocabulari de la llengua klíngon. Tot i que Okrand esperava que el llibre només es vengués com a novetat, onze anys després de la publicació n'havia venut 250.000 còpies. Entusiastes klingonians, alguns però no tots dels quals eren fans de "Star Trek", van crear el Klingon Language Institute, que va publicar diverses revistes en la llengua. Tot i que Paramount inicialment va intentar impedir que l'Institut utilitzés la seva llengua protegida per drets d'autor, l'empresa finalment va cedir. Des de llavors, l'Institut ha publicat traduccions klingonianes de Hamlet, Molt soroll per no res, Daodejing, Guilgameix, i té traduccions d'alguns llibres de la Bíblia al seu lloc web. La Bíblia va resultar difícil de traduir, ja que conceptes cristians com l'expiació —i paraules com Déu (fins a la recent addició de Qun que significa "déu")— no es troben en la llengua klingoniana vernacla. De tant en tant, Okrand ha modificat la llista "oficial" de vocabulari klíngon, en part a causa de les sol·licituds de l'Institut i altres grups. Altres grups klíngon organitzen campanyes de donació de sang, equips de bitlles i un campionat de golf.
La prevalença de la llengua klíngon no es limita als llibres; un videojoc de tres discos, Star Trek: Klingon, requereix que els jugadors aprenguin l'idioma per avançar. El maig de 2009, una col·laboració conjunta entre el KLI, Simon & Schuster i Ultralingua va llançar el Klingon Language Suite per a l'iPhone coincidint amb l'estrena de la nova pel·lícula. La popularitat de l'idioma va fer que el 1996 es considerés la llengua construïda de més ràpid creixement, per davant d'altres idiomes com èlfic de J. R. R. Tolkien o esperanto. El 2018, l'aplicació d'aprenentatge d'idiomes Duolingo va afegir un curs de klÍngon, que està en versió beta a partir del juny de 2022. Tot i que l'idioma està molt estès, el seu domini és extremadament poc comú. El mateix Okrand no parla l'idioma amb fluïdesa, i els actors que parlen l'idioma a la sèrie Star Trek estan més preocupats per la seva expressió que per la gramàtica real. Segons l'edició del 2006 de Guinness World Records, el klíngon és la llengua de ficció més parlada per nombre de parlants, El klíngon és una de les moltes interfícies lingüístiques del motor de cerca Google, i es va incloure un caràcter klíngon al logotip de la Viquipèdia abans de la seva actualització del maig de 2010, quan va ser substituït per un caràcter geʿez

### Naus estel·lars

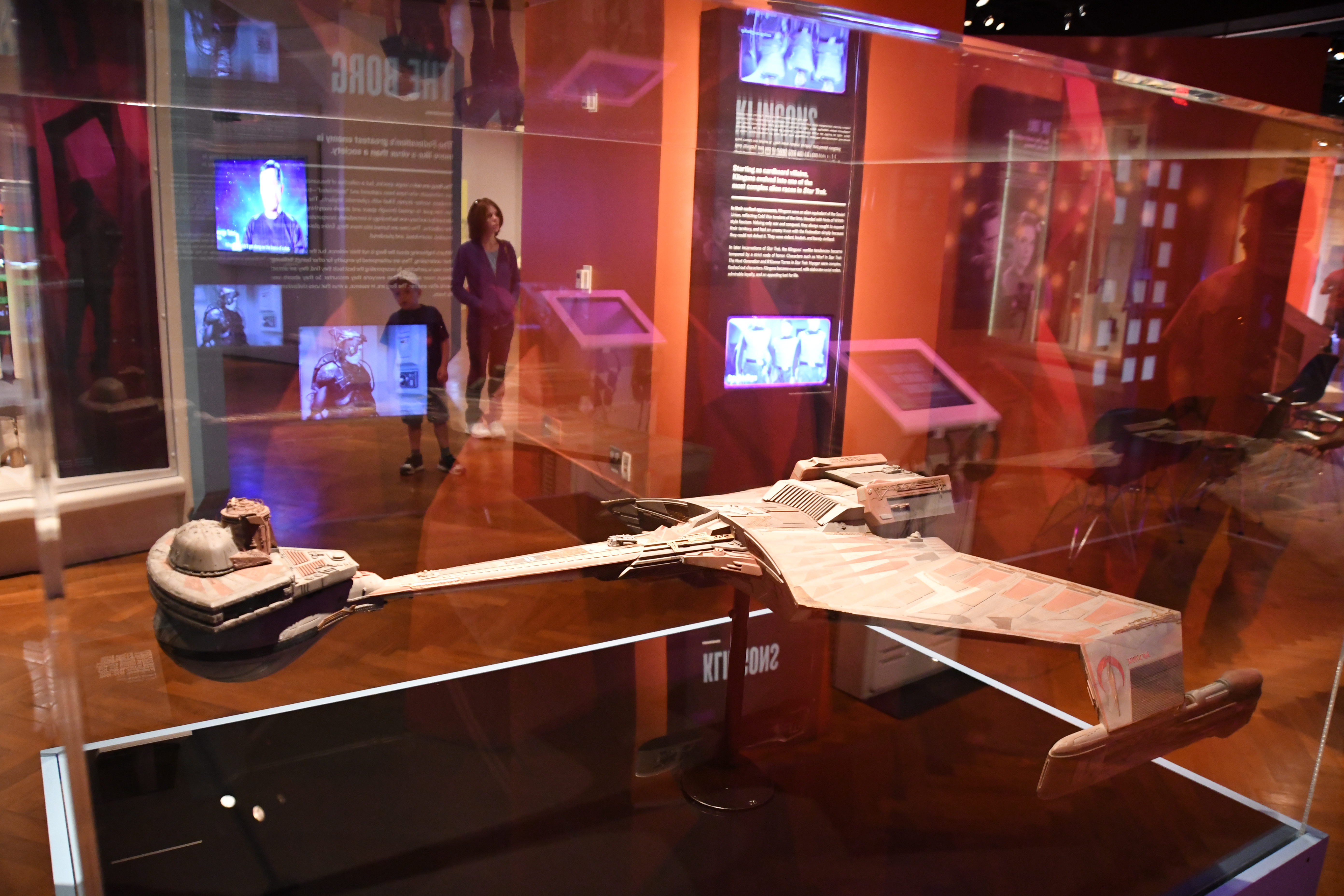
Creuer de batalla klíngon

Com que els klíngons es retraten com una cultura guerrera, les naus estel·lars klíngon se solen representar com a naus de guerra, fortament armades amb una varietat d'armes de raigs de partícules i caps d'antimatèria. Moltes naus klíngon també utilitzen tecnologia de camuflatge per ocultar la nau de la vista. El primer disseny de nau klingon utilitzat a "La sèrie original", el creuer de batalla classe D7, va ser dissenyat per Matt Jefferies per evocar la forma d'un depredador similar a la d'una manta, proporcionant una forma amenaçadora i instantàniament recognoscible per als espectadors. La configuració del disseny de Jefferies presentava un casc davanter bulbós connectat per una llarga botavara a un casc principal semblant a una ala amb les góndoles del motor muntades a cada punta de l'ala. Les naus estel·lars klíngon posteriors d'altres dissenyadors van mantenir aquesta mateixa configuració general, tot i que actualitzades per reflectir els seus respectius períodes de temps: els dissenys de Rick Sternbach per a "La nova generació" i "Deep Space Nine" es van inspirar en elements de les característiques de les naus de la Flota Estel·lar per reflectir l'aliança entre la Federació i els klíngons, mentre que els dissenys de John Eaves per a "Enterprise" van incorporar una construcció més robusta i primitiva per fer que les naus semblessin coherents amb el període anterior.

### Món natal

Bandera de l'Imperi Klingon

El món natal klíngon ha rebut diversos noms; segons Marc Okrand, el planeta s'hauria anomenat de diverses maneres, igual que la Terra es coneix com a "el món" o "Terra". La literatura inicial de "Star Trek" es referia al planeta com a Klinzhai, però l'episodi "Desig de glòria" de "La nova generació" anomenava el planeta Kling. La pel·lícula "Star Trek VI: The Undiscovered Country" va establir el nom com a Kronos; Okrand va idear més tard la transliteració klingon "Qo'noS".
A "Star Trek Into Darkness", el nom del planeta s'escriu i es pronuncia pel personal de la Flota Estel·lar com a Kronos.
Segons el llibre no canònic "Klingon for the Galactic Traveler", Qo'noS (que es diu que es troba al sistema estel·lar Omega Leonis) es representa de color verd quan es veu des de l'espai. Inclou una massa terrestre enorme i solitària amb un vast oceà, un eix molt inclinat que provoca canvis estacionals salvatges, una atmosfera turbulenta i extrems de clima càlid i fred. El planeta també acull la capital de l'Imperi Klíngon, que apareix de manera destacada en diversos episodis de La nova generació i Deep Space Nine. A Star Trek Into Darkness, una província de Qo'noS es representa com una expansió postindustrial despoblada i abandonada. Es veu en òrbita una lluna, Praxis, d'aproximadament 1/4 del diàmetre de Qo'noS. La seva destrucció va ser un punt argumental de la pel·lícula "The Undiscovered Country", els efectes posteriors van impulsar la trama de la pel·lícula i esdeveniments posteriors de la sèrie de televisió "Star Trek: La nova generació".